# 銀座コージーコーナー
株式会社銀座コージーコーナー（ぎんざコージーコーナー、英: Ginza Cozy Corner Co.,Ltd.）は、東京都中央区銀座に本店を置く日本の洋菓子メーカー。テイクアウト専門店のほか、喫茶・レストランも運営する。
2008年にロッテホールディングスに買収され、現在は同社の子会社となっている。

## 概要
社名の由来は「憩いの場所」（cozy=居心地のよい、corner=空間）である。
首都圏を中心として、全国に店舗を展開している。焼菓子やチョコレートなどが菓子コンテストのモンドセレクションを、2003年まで7年連続で受賞している。
本業の菓子製造販売のほか、1994年からは一時、食品残渣を処理する装置をもとに開発した農業用排水汚泥処理装置の販売も行っていた。
2012年には、初の居酒屋業態「ブラッスリー」を栃木県宇都宮市に開店している。
北海道札幌市には、同名のコージーコーナーという喫茶店が存在するが、本稿で扱う銀座コージーコーナーとの関連はない。

## 沿革
- 1948年（昭和23年） - 東京都中央区銀座6丁目に1号店をオープンし、創業。
- 1955年（昭和30年） - 大成食品有限会社（本店：銀座6丁目7-12）を設立。
- 1966年（昭和41年） - 有限会社コージーコーナーに社名変更。
- 1974年（昭和49年） - 株式会社銀座コージーコーナーに社名・組織変更。本店を銀座5丁目6-16へ移転。
- 1993年（平成5年） - 本店を銀座に、本部を新宿区揚場町へ移転。
- 1997年（平成9年） - モンドセレクション最高賞「グランドゴールドメダル」受賞。
- 2008年（平成20年）3月 - ロッテホールディングスが全株式を取得し、完全子会社化。
- 2018年（平成30年） - 本部を中央区築地へ移転[5]。
- 2023年（令和5年） - 本部を中央区新川へ移転[6]

## 事業所
- 銀座一丁目本店（登記上の本店所在地） - 東京都中央区銀座1丁目8番1号
- 本部 - 東京都中央区新川二丁目27番1号東京住友ツインビルディング東館14階
営業本部・製造本部（工場統括）・商品企画本部・管理本部（総務・人事など）
- 工場
  - 川口工場 - 埼玉県川口市上青木6-35-7
  - 埼玉工場 - 埼玉県鶴ヶ島市大字高倉1149-2
  - 神奈川清川工場 - 神奈川県愛甲郡清川村煤ヶ谷4291

## 主要商品

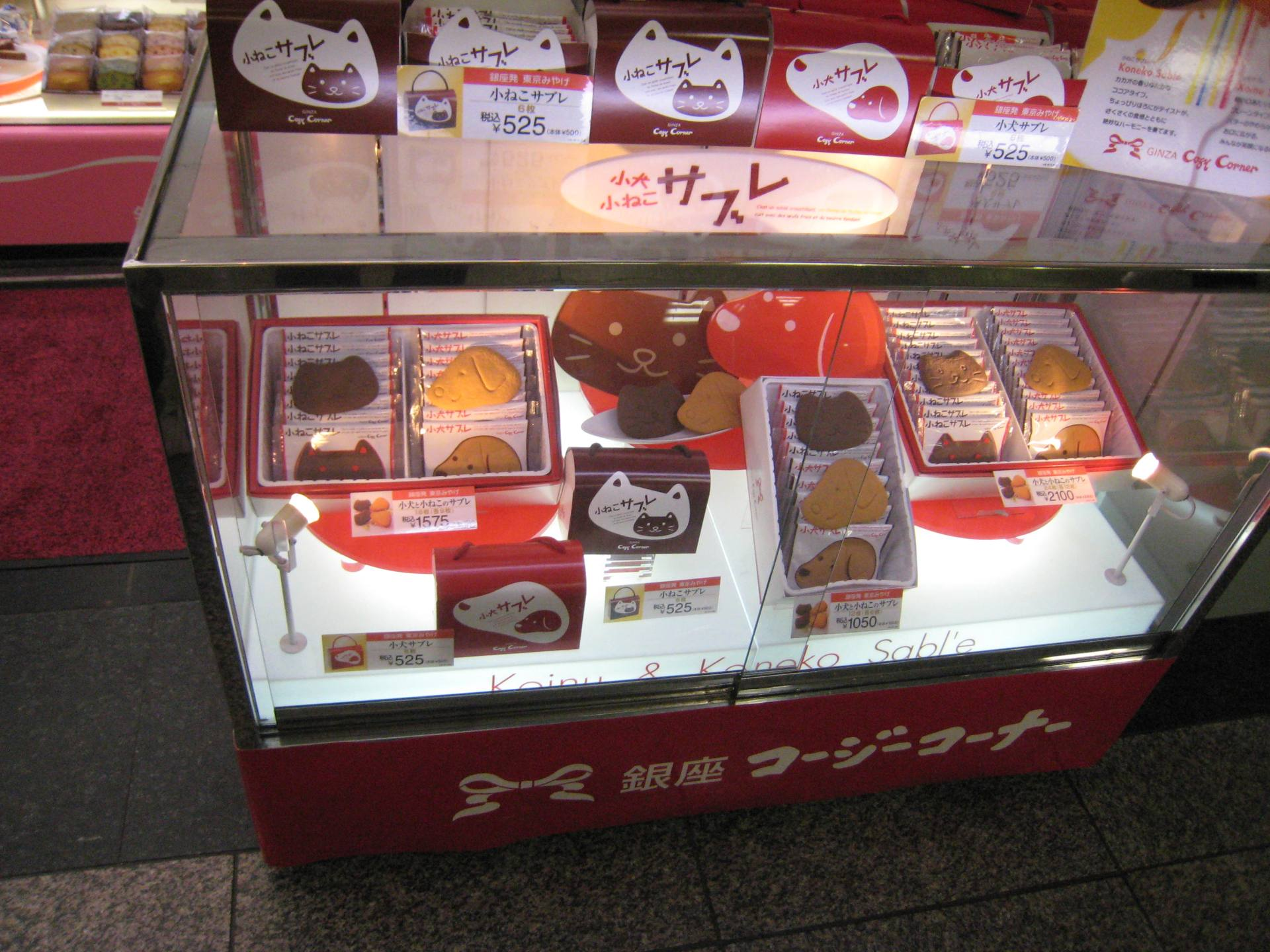
小ねこサブレ、子犬サブレー

- ジャンボシュークリーム
- スペシャルショート
- モンブラン
- チョコレートケーキ
- チーズケーキ
- 子犬サブレ
- リーフパイ
- マドレーヌ

## スポーツ
- 野球チームを4チーム有する。